# Et des baisers
Singles de France Gall
Attends ou va-t'en
(1965) L'Amérique
(1965)
Et des baisers est une chanson de France Gall. Elle est initialement parue en 1965 sur un EP et en single et ensuite en 1966 sur l'album Baby pop,.

## Développement et composition
La chanson a été écrite par Robert Gall et Alain Goraguer. L'enregistrement a été produit par Denis Bourgeois.

## Listes des pistes
EP 7" 45 tours Deux oiseaux / Et des baisers / Attends ou va-t'en / Mon bateau de nuit (1965, Philips 437.095 BE)
A1. Attends ou va-t'en (2:29)
A2. Mon bateau de nuit (2:28)
B1. Et des baisers (2:13)
B2. Deux oiseaux (2:22)
EP 7" 45 tours Et des baisers / Mon bateau de nuit / Deux oiseaux / Attends ou va-t'en (1965, Philips 437 105 BE, Espagne etc.)
A1. Et des baisers (2:13)
A2. Mon bateau de nuit (2:28)
B1. Deux oiseaux (2:22)
B2. Attends ou va-t'en (2:29)
Single 7" 45 tours Et des baisers / Mon bateau de nuit (1965, Philips 373 631 BF, Allemagne etc.)
1. Et des baisers (2:13)
2. Mon bateau de nuit (2:28)[1]

## Classements
Et des baisers / Attends ou va-t'en,
| Classement (1965)                       | Meilleure position |
| --------------------------------------- | ------------------ |
| Belgique (Wallonie Ultratop 50 Singles) | 24                 |

Et des baisers
| Classement (1965)            | Meilleure position |
| ---------------------------- | ------------------ |
| Allemagne (Media Control AG) | 34                 |